# Symphonie no 3 de Glazounov
Pour les articles homonymes, voir Symphonie no 3.
La Symphonie no 3 opus 33 en ré majeur est une symphonie du compositeur russe Alexandre Glazounov. Composée en 1890 et dédiée à Piotr Ilitch Tchaïkovski, elle comporte quatre mouvements. Elle a été créée à Saint-Pétersbourg le 20 décembre 1891 dirigée par Anatoli Liadov.

## Analyse de l'œuvre
La symphonie comporte quatre mouvements :
1. Allegro
2. Scherzo Vivace
3. Andante
4. Allegro moderato

Durée: 42-43 minutes